# Peritoma platycarpa
Peritoma platycarpa är en paradisblomsterväxtart som först beskrevs av John Torrey, och fick sitt nu gällande namn av Hugh Hellmut Iltis. Peritoma platycarpa ingår i släktet Peritoma och familjen paradisblomsterväxter. Inga underarter finns listade i Catalogue of Life.